# SC 13 Bad Neuenahr Frauen
El SC 13 Bad Neuenahr Frauen es un club de fútbol femenino alemán de la ciudad de Bad Neuenahr-Ahrweiler en Renania-Palatinado. Juega en la Fußball-Regionalliga Südwest der Frauen, tercera categoría del fútbol femenino alemán. Disputa sus encuentros de local en el Apollinarisstadion.
Es la sección femenina del SC 07 Bad Neuenahr.
Es uno de los clubes fundadores de la Bundesliga femenina, donde jugó desde 1997 hasta el 2013.

## Historia
Se creó en 1969 como SC 07 Bad Neuenahr, y ganó el campeonato nacional en 1978. Posteriormente llegó a las semifinales de Copa en 1981, 1982, 1984 y 1986. 
Jugó en la Bundesliga Femenina en 1991, 1994, 1996 y de 1998 a 2013, cuando sufrió un descenso administrativo al declararse insolvente y se refundó con su nombre actual. Sus mejores resultados en la era moderna fueron un 4º puesto (2006) y una semifinal de Copa (2011).
En la 13-14 sufrieron su segundo descenso consecutivo, a la Regionalliga.

## Títulos
- 1 Liga: 1978